# Immeuble du 33 rue des Grandes-Poteries à Alençon
L'Immeuble du 33 rue des Grandes-Poteries est un édifice situé à Alençon, en France. Il date du XVIIIe siècle et est inscrit au titre des monuments historiques.

## Localisation
Le monument est situé dans le département français de l'Orne, à Alençon, au numéro 33 rue des Grandes-Poteries.

## Historique
L'édifice est daté du XVIIIe siècle.
La façade sur rue et la toiture correspondante de l'immeuble sont inscrites au titre des monuments historiques depuis le 24 mars 1975.